# Плюс
Плюс (лат. plus «больше» — сравнительная степень от лат. multum «много») — графический символ операции сложения, а также признак положительного числа (+).
Самой ранней книгой, в которой использовался символ «+», считается коммерческий трактат 1489 года Иоганна Видмана, где символ употребляется в смысле признака увеличения. В первой половине XVI века символ уже как обозначение сложения встречается в книгах Генриха Грамматеуса и его ученика Кристофа Рудольфа. Франсуа Виет (1540—1603), создатель символического языка алгебры, систематически для сложения применял знак «+», притом происхождение этой нотации у Виета связывается с мальтийским крестом.

## Вариации
Во избежание сходства с христианским крестом в иудаизме  вместо знака плюса использовался знак ﬩, выглядящий как плюс без вертикальной черты под горизонтальной. В частности, во многих израильских школах, особенно в религиозных, знак сложения пишут именно так.
Символ плюса традиционно используется для операции сложения (как правило, коммутативной) не только чисел, но и других математических объектов, например матриц, функций, векторов и т. п.,
В физике знак плюс используется для обозначения положительности физических величин, которые могут быть положительны или отрицательны (например, электрический заряд, температура, высота над уровнем моря), см. подробнее Знак (математика).
В шахматах плюс после записи хода означает объявление шаха.